# 윌프리드 뇬토
데냥 윌프리드 뇬토 (Degnand Wilfried Gnonto, 2003년 11월 5일 ~ )는 이탈리아의 축구 선수이며, 리즈 유나이티드에서 공격수로 뛰고 있다.